# Thrinax
Thrinax ist eine Pflanzengattung innerhalb der Familie der Palmengewächse (Arecaceae). Die etwa drei Arten kommen auf Inseln der Karibik und dem angrenzenden Festland vor.

## Beschreibung

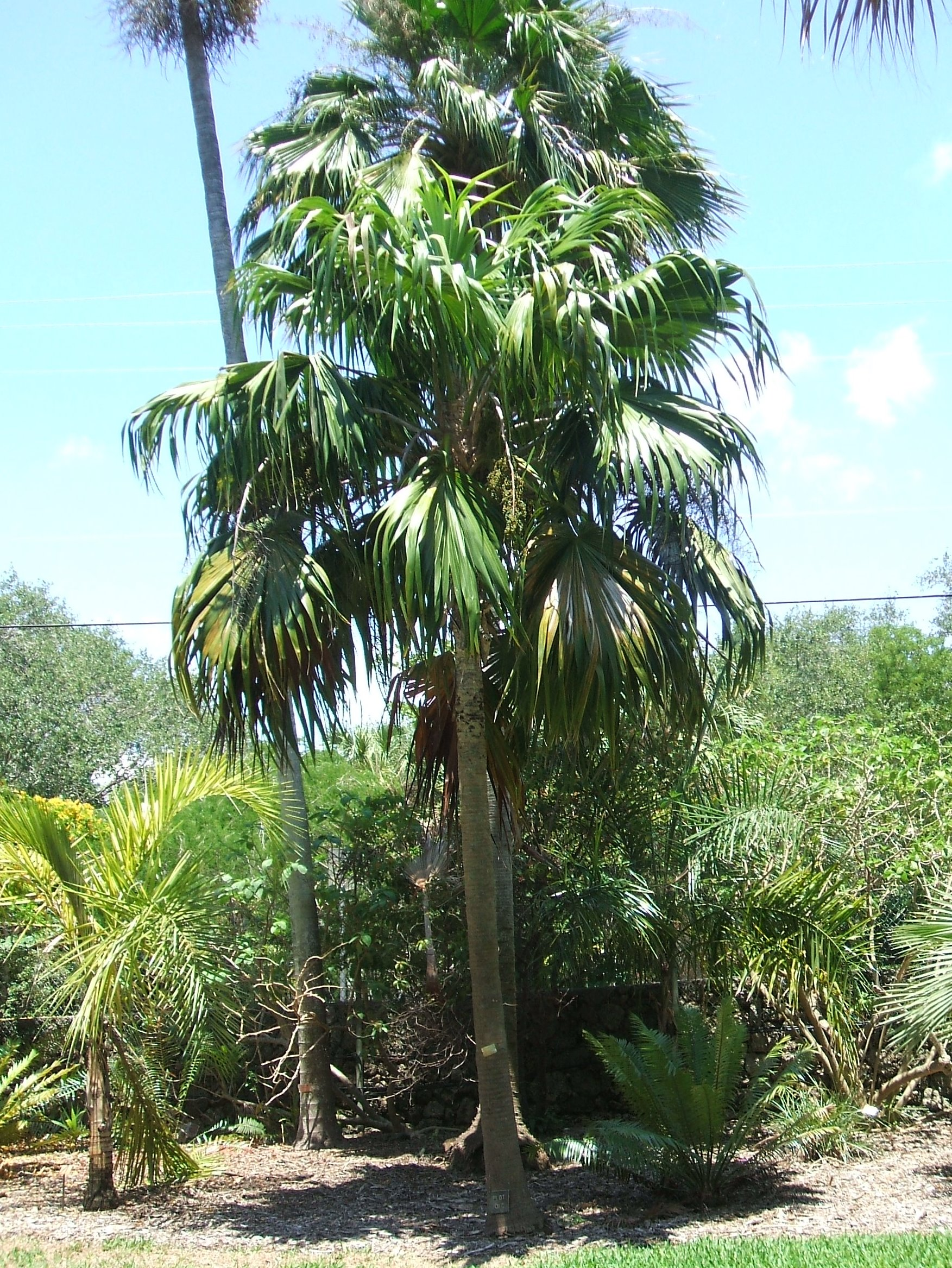
Thrinax excelsa

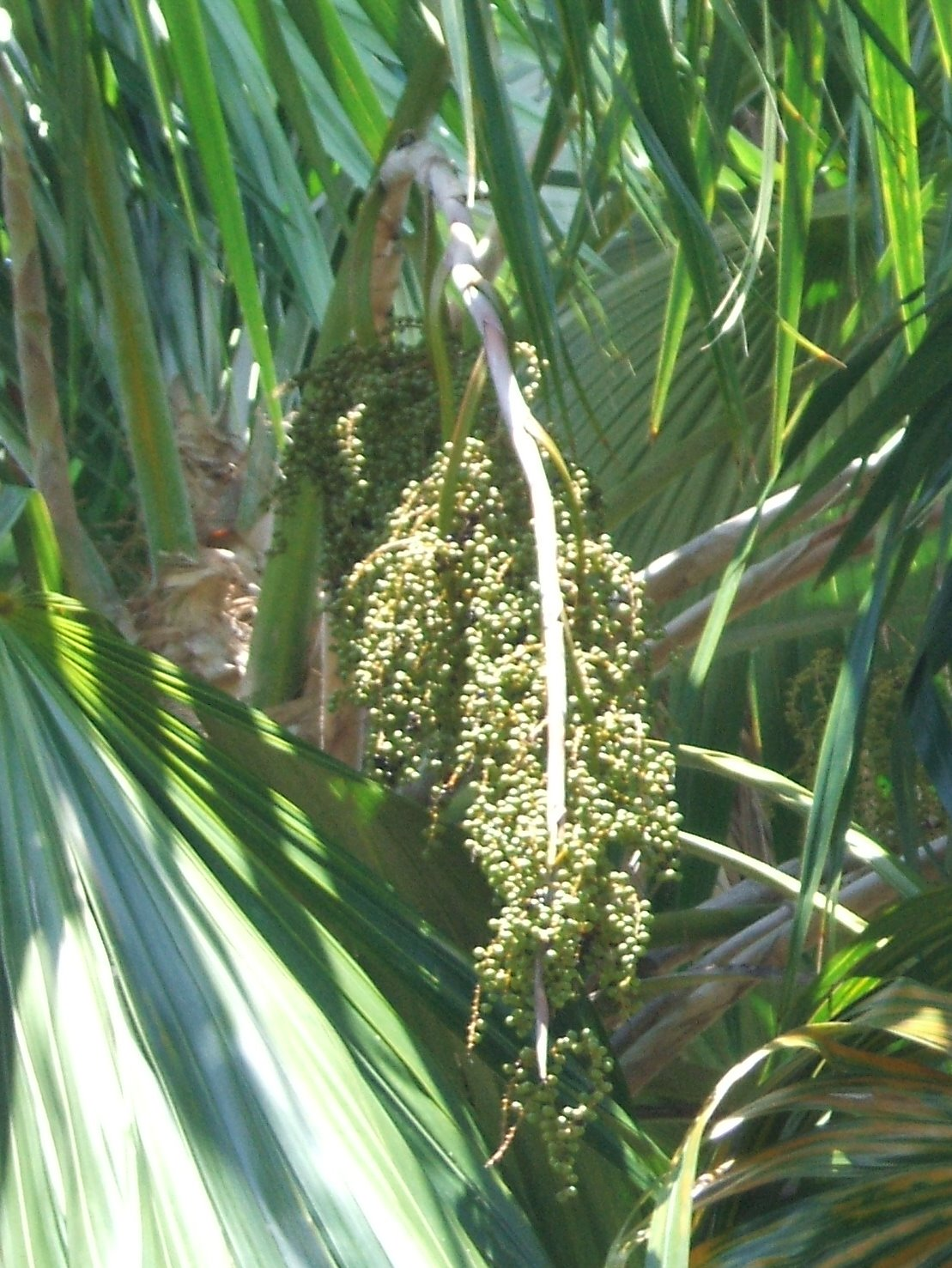
Fruchtstand von Thrinax excelsa

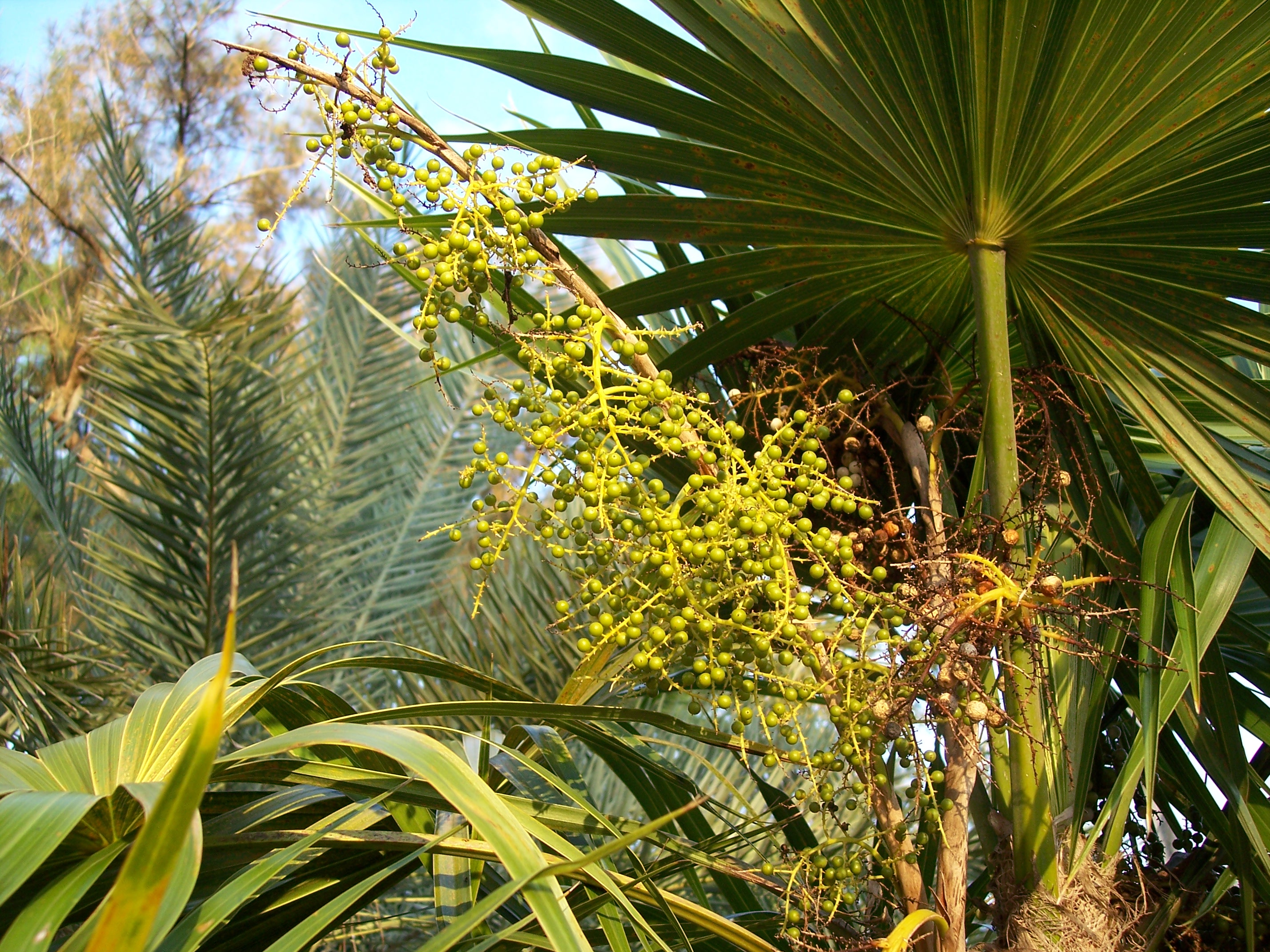
Fruchtstand von Thrinax radiata

### Erscheinungsbild
Thrinax-Arten sind kleine bis mittelgroße, einzelstämmige unbewehrte Palmen. Der Stamm ist aufrecht, säulenförmig, glatt oder faserig und mit ringförmigen Blattnarben versehen. An der Stammbasis befinden sich meist zahlreich faserige Wurzeln.

### Blätter
Die Blätter sind induplicat, fächerförmig und häufig unregelmäßig geteilt. Die Blattscheide reißt an beiden Enden auf: gegenüber dem Blattstiel und abaxial. Sie löst sich in unregelmäßige Fasern auf. Die Scheide ist dicht mit einer später abfallenden Behaarung besetzt. Der Blattstiel ist lang und schlank. Er ist auf beiden Seiten rundlich bis leicht gefurcht, die seitlichen Ränder sind eher scharf. Die Hastula auf der adaxialen Seite (Blattoberseite) ist auffallend, lang gespitzt, häufig eingerollt, die abaxiale Hastula ist kleiner, rundlich oder dreieckig und kann auch fehlen. Die Blattspreite ist fächerförmig, die häufig unregelmäßig geformten einzelnen Segmente sind in der unteren Hälfte miteinander verbunden. Sie sind lanzettlich, zugespitzt mit meist einer zweigeteilten Spitze. Die Blattoberseite ist kahl, die Unterseite häufig mit Schuppen besetzt, manchmal auch weiß. Die Mittelrippe und auch die randständigen Rippen sind auffallend.

### Blütenstände
Thrinax-Arten sind mehrmals blühend und zwittrig. Die Blütenstände stehen zwischen den Blättern (intrafoliär). Die Blütenstände sind schlank, aufrecht bis bogig und zweifach verzweigt. Die Seitenachsen erster Ordnung sind hängend. Der Blütenstandsschaft ist eher schlank und im Querschnitt kreisrund. Das Vorblatt ist kurz, röhrig, zweikielig, behaart und öffnet sich distal. Es gibt mehrere Hochblätter am Blütenstandsschaft, die dem Vorblatt ähneln, aber nicht gekielt sind; sie überlappen einander und umhüllen scheidig den Blütenstandsschaft. Die Blütenstandsachse ist länger als der Blütenstandsschaft und schlank. An ihr stehen spiralig angeordnet lange, röhrige Hochblätter, in deren Achseln die Seitenzweige erster Ordnung sitzen. Diese haben einen kurzen freien Abschnitt, an dem ein zweikieliges, zweiteiliges Vorblatt sitzt. An spiralig stehenden, schmalen, dreieckigen Hochblättern entspringen die blütentragenden Seitenzweige (Rachillae). Diese sind schlank, eher kurz und steif. An ihnen stehen spiralig kleine dreieckige Hochblätter, die die einzeln stehenden Blüten tragen. Brakteolen dürften fehlen. Die Blütenstiele sind auffällig.

### Blüten
Die zwittrigen Blüten sind dreizählig. Die Blütenhülle bildet einen einzigen Becher mit sechs Lappen oder Zähnen. Meist sind sechs bis zwölf Staubblätter vorhanden. Ihre Staubfäden sind sehr schlank, manchmal basal miteinander verbunden. Die Staubbeutel sind länglich, die Staubfäden setzen dorsifix am unteren Bereich der Außenseite der Staubbeutel an. Die Staubbeutel stehen latrors. Das Gynoeceum besteht aus einem einzelnen Fruchtblatt, das unilocular ist und nur eine Samenanlage enthält. Basal ist die Samenanlage von einem Arillus umgeben. Die Samenanlage sitzt basal, ist aufrecht und campylotrop, allerdings leicht schief, sodass die Mikropyle zur oberen dorsalen Wand des Samenfaches weist.
Der Pollen ist ellipsoidisch mit leichter bis deutlicher Asymmetrie. Die Keimöffnung ist ein distaler Sulcus, seltener ein dreistrahliger Sulcus. Die längste Achse misst 24 bis 46 Mikrometer.

### Früchte und Samen
Die Frucht ist sehr klein und zur Reife weiß. Die Narbenreste stehen an der Spitze, häufig sind auch Reste der Blütenhülle vorhanden. Das Exokarp frischer Früchte ist glatt, das Mesokarp ist dünn und mehlig, das Endokarp ist sehr dünn und papieren. Der Samen ist zusammengedrückt-kugelig, glatt, hat eine glatte Narbe (Hilum). Die Verzweigungen der Raphe sind tief eingedrückt und verursachen eine Furchung des Endosperms, das ansonsten homogen ist.

### Chromosomensätze
Die Chromosomenzahl beträgt 2n = 36.

## Vorkommen
Zwei Arten sind Endemiten auf Jamaika. Die dritte Art ist weit verbreitet an Küstenstandorten von Honduras, Belize, Mexiko und Inseln der nördlichen Karibik.
Auf Jamaika sind die drei Arten nach Standorten getrennt: Thrinax parviflora wächst in trocknen, immergrünen Wäldern und Dickichten, Thrinax excelsa wächst im Tiefland-Regenwald und Thrinax radiata in küstennahen, salzbeeinflussten Wäldern und Dickichten.

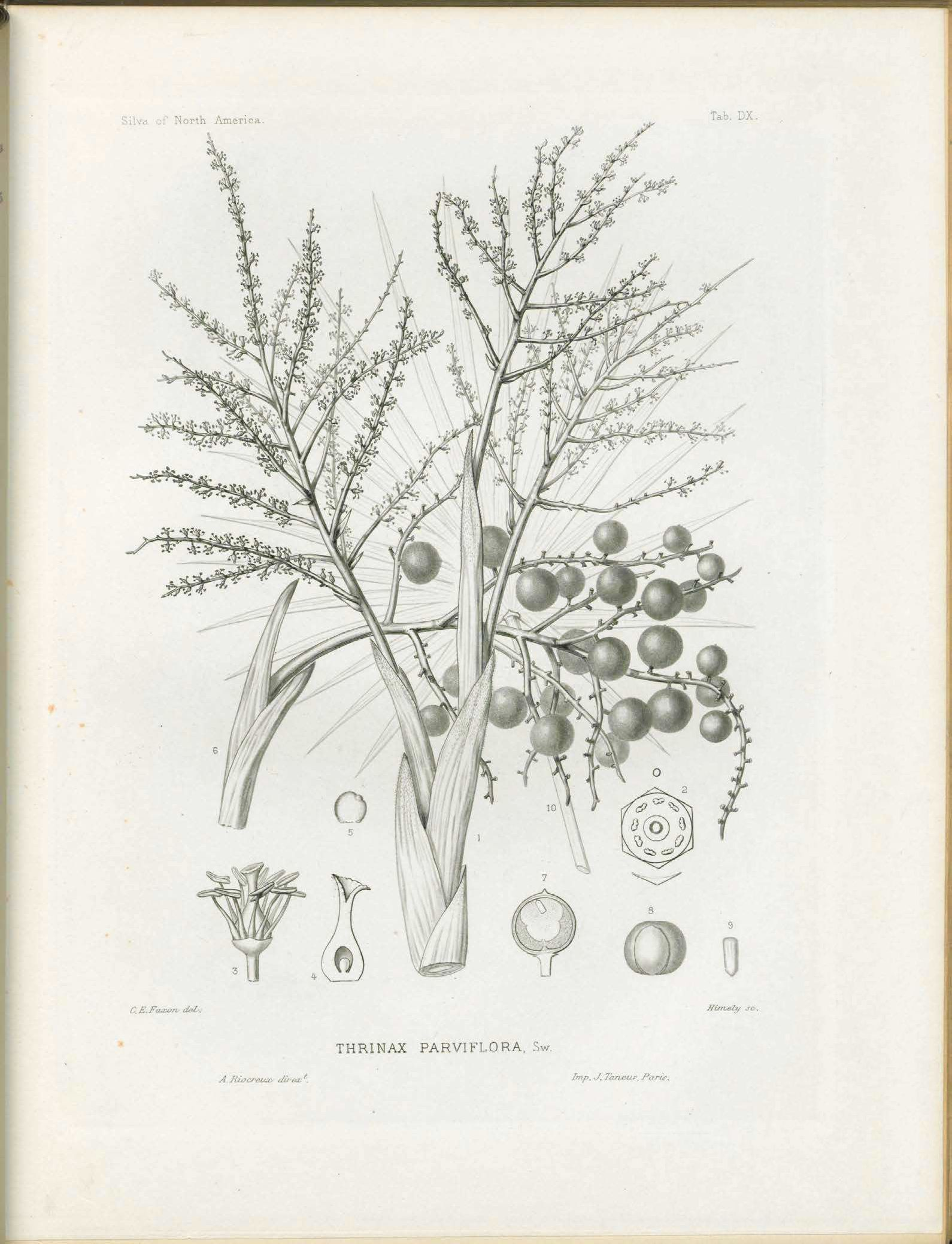
Illustration aus Silva of North America. Volume X: Liliaceæ - coniferæ, S. 73 von Thrinax parviflora

## Systematik
Die Gattung Thrinax wurde 1788 durch Olof Oeter Swartz in Nova Genera & Species Plantarum seu Prodromus descriptionum Vegetabilium ..., Seite 57 aufgestellt. Swartz schrieb diesen Namen Carl Linnaeus dem Sohn zu. Typusart ist Thrinax parviflora Sw..
Die Gattung Thrinax L. f. ex Sw. wird innerhalb der Familie Arecaceae in die Unterfamilie Coryphoideae, Tribus Cryosophileae gestellt. Die Gattung ist monophyletisch. Sie ist möglicherweise die Schwestergruppe der Gruppe aus Schippia und Cryosophila.
Es gibt etwa drei Arten:
- Thrinax excelsa Lodd. ex Mart.: Dieser Endemit kommt nur in den John Crow Mountains auf Jamaikas vor.[1][2]
- Thrinax parviflora Sw.: Es gibt zwei Unterarten:[1]
  - Thrinax parviflora Sw. subsp. parviflora: Sie ist ein Endemit Jamaikas.[2]
  - Thrinax parviflora subsp. puberula Read: Sie ist ein Endemit Jamaikas.[2]
- Thrinax radiata Lodd. ex Schult. & Schult. f.: Sie kommt im südlichen Florida und vom südöstlichen Mexiko bis Nicaragua und auf Inseln der nördlichen Karibik vor.[1]

Nicht mehr zu Thrinax gerechnet wird:
- Thrinax morrisii H.Wendl. → Leucothrinax morrisii (H.Wendl.) C.Lewis & Zona

## Fossilgeschichte
Zu den Fossilien, die mit rezenten Arten von Thrinax verglichen wurden, zählen Blätter von Thrinax eocenica aus dem mittleren Eozän des südöstlichen Nordamerika (Claiborne-Flora) und von Palaeothrinax mantelli aus dem unteren bis mittleren Oligozän der Isle of Wight. Ein als Thrinax tranquillus bezeichneter Pollen ist von seiner Form allerdings in der Unterfamilie Coryphoideae sehr häufig.

## Belege
- John Dransfield, Natalie W. Uhl, Conny B. Asmussen, William J. Baker, Madeline M. Harley, Carl E. Lewis: Genera Palmarum. The Evolution and Classification of Palms. Zweite Auflage, Royal Botanic Gardens, Kew 2008, ISBN 978-1-84246-182-2, S. 232–234.